# Champon

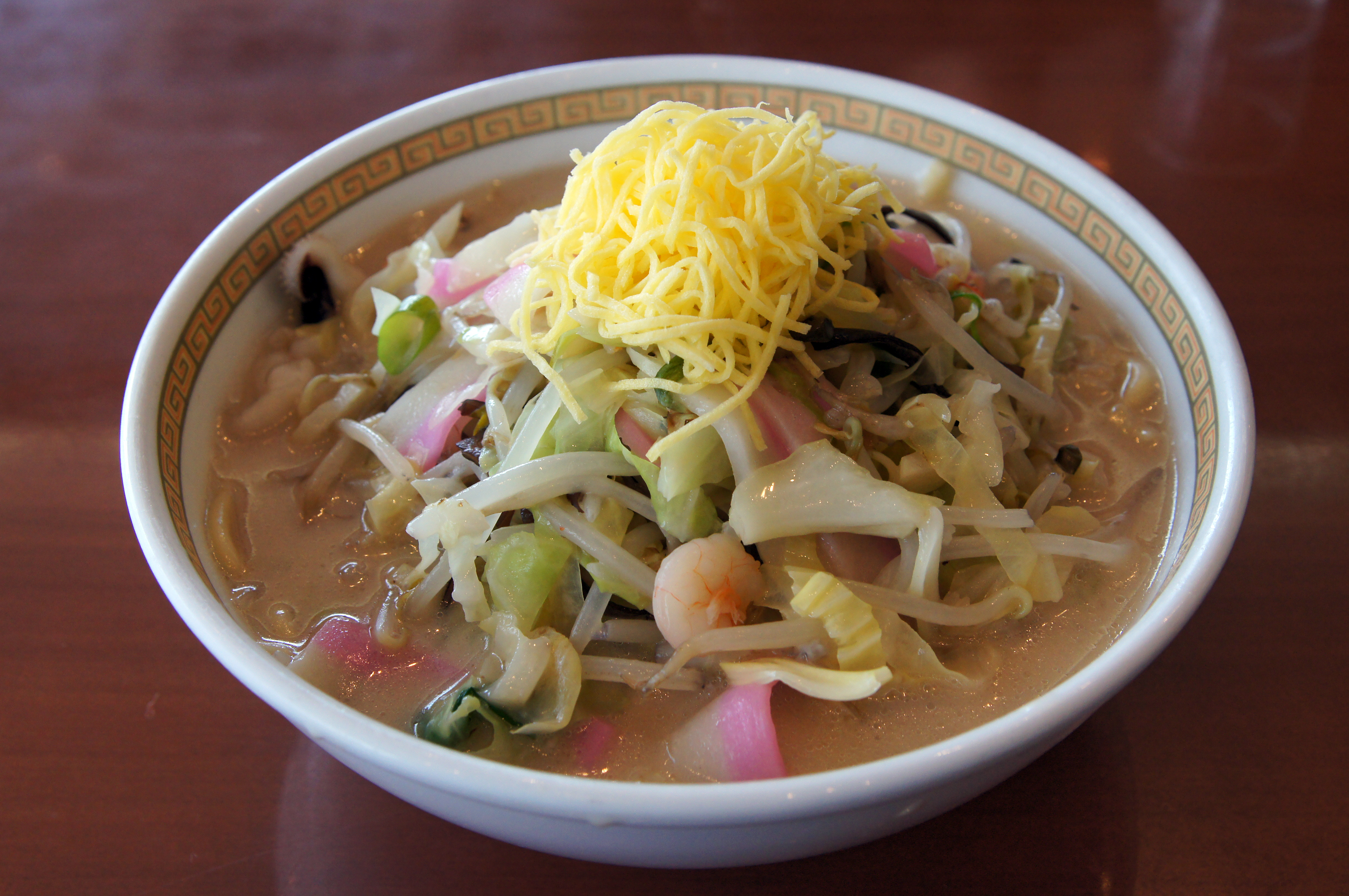
Prato com Champon

Champon, Chanpon ou Tyampon (japonês: ちゃんぽん, Hepburn: Chanpon) é um prato japonês feito com sopa e macarrão tipo ramen. É originário de Nagasaki onde é bem popular, embora tenha menos fama no resto do Japão. Foi baseado em um prato de origem chinesa e possui variantes coreanas.

## Origem

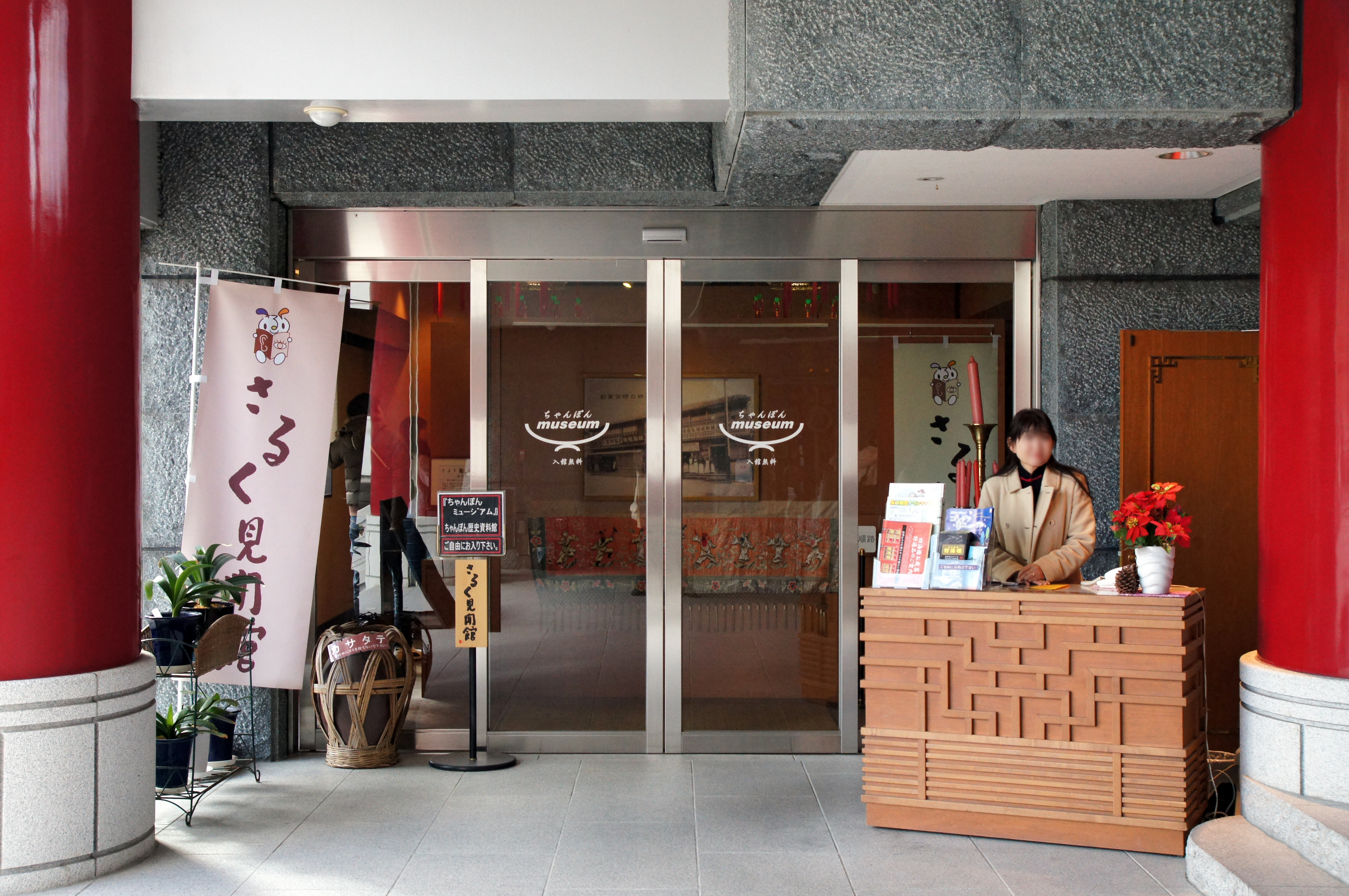
Frente do Restaurante Shikairo, local onde se criou o Champon.

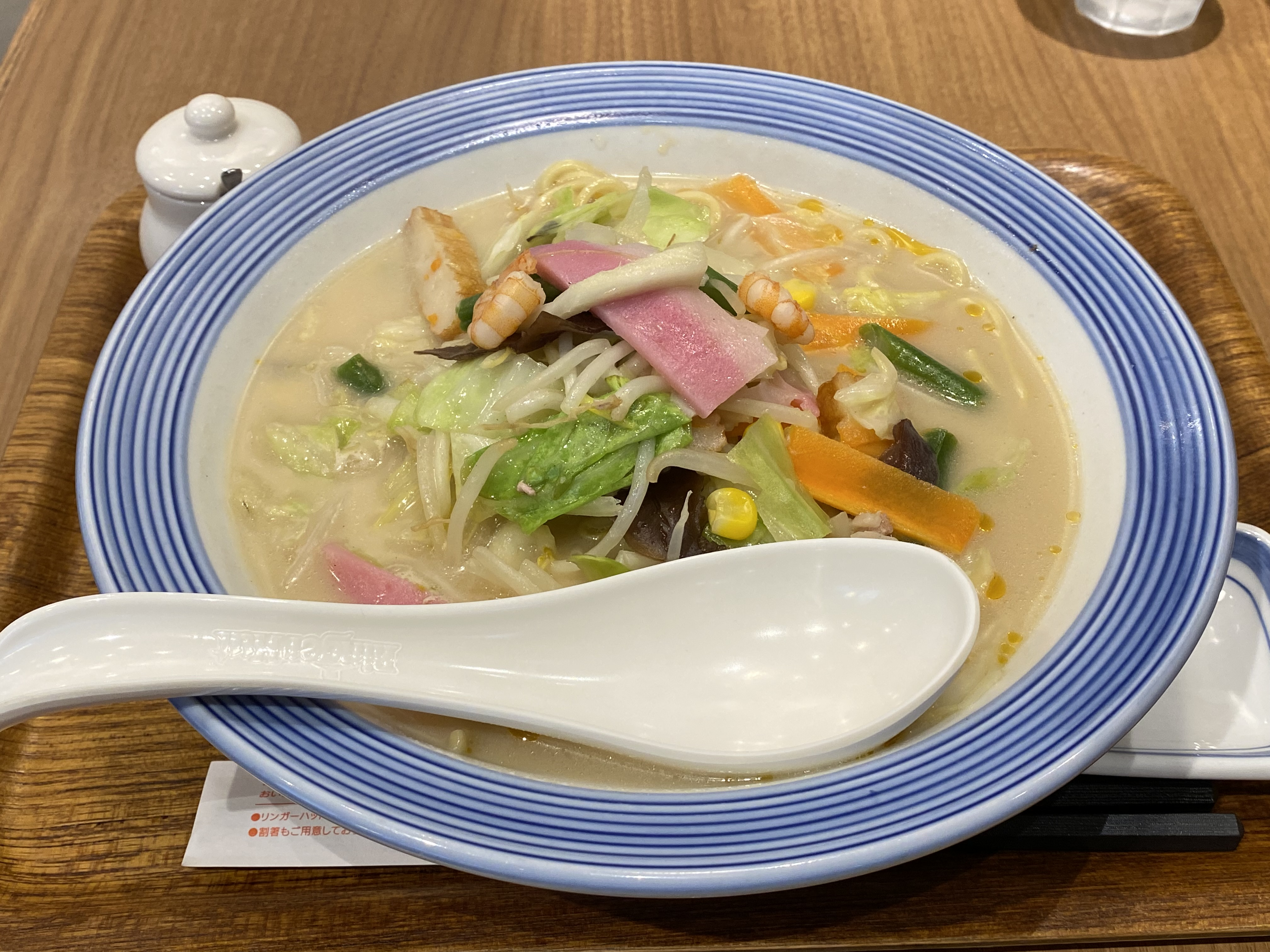
Ringer Hut

O prato é proveniente de Nagasaki, local que recebeu influência chinesa e holandesa. A iguaria surgiu no meio da Era Meiji, quando um imigrante chinês teria se instalado na cidade, fundado o restaurante Shikairou e criado uma sopa nutritiva com ramen para jovens empobrecidos que visitavam o Japão. A sopa era baseada num prato chamado tonniishiimen (em chinês: 湯肉絲麵). A sopa nutritiva teria se chamado Shapon, Seppon (em chinês tradicional: 傻胖姿娘) ou chiah-png (em chinês tradicional: 食飯), as duas primeiras palavras são do dialeto Fujian e significam "mistura", a terceira é do dialeto Hokkien e significa "comer uma refeição".

## Composição

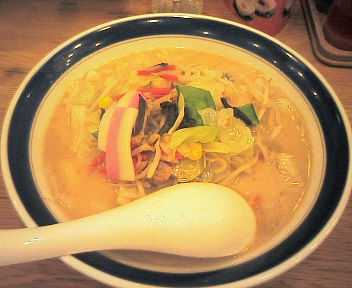
Sopa e Ramen formando Champon. Note a presença de repolho, Pimenta, Kimchi e carne de lula

O Macarrão Ramen usado no prato é feito a partir de ovo e o caldo é feito com carne de porco. A sopa também pode incluir molho de soja Shoyu, Mirin, pimenta Tobanjan, pasta de gengibre e molho de ostras. Ingredientes extras do Champon incluem Carne de Porco, Camarão, Pedaços de Lula, Milho, Kimchi, Fatias de Kamaboko, Cebolas, Pedaços de Repolho, Brotos de Feijão e Rodelas de Cenoura.